# 楽古岳

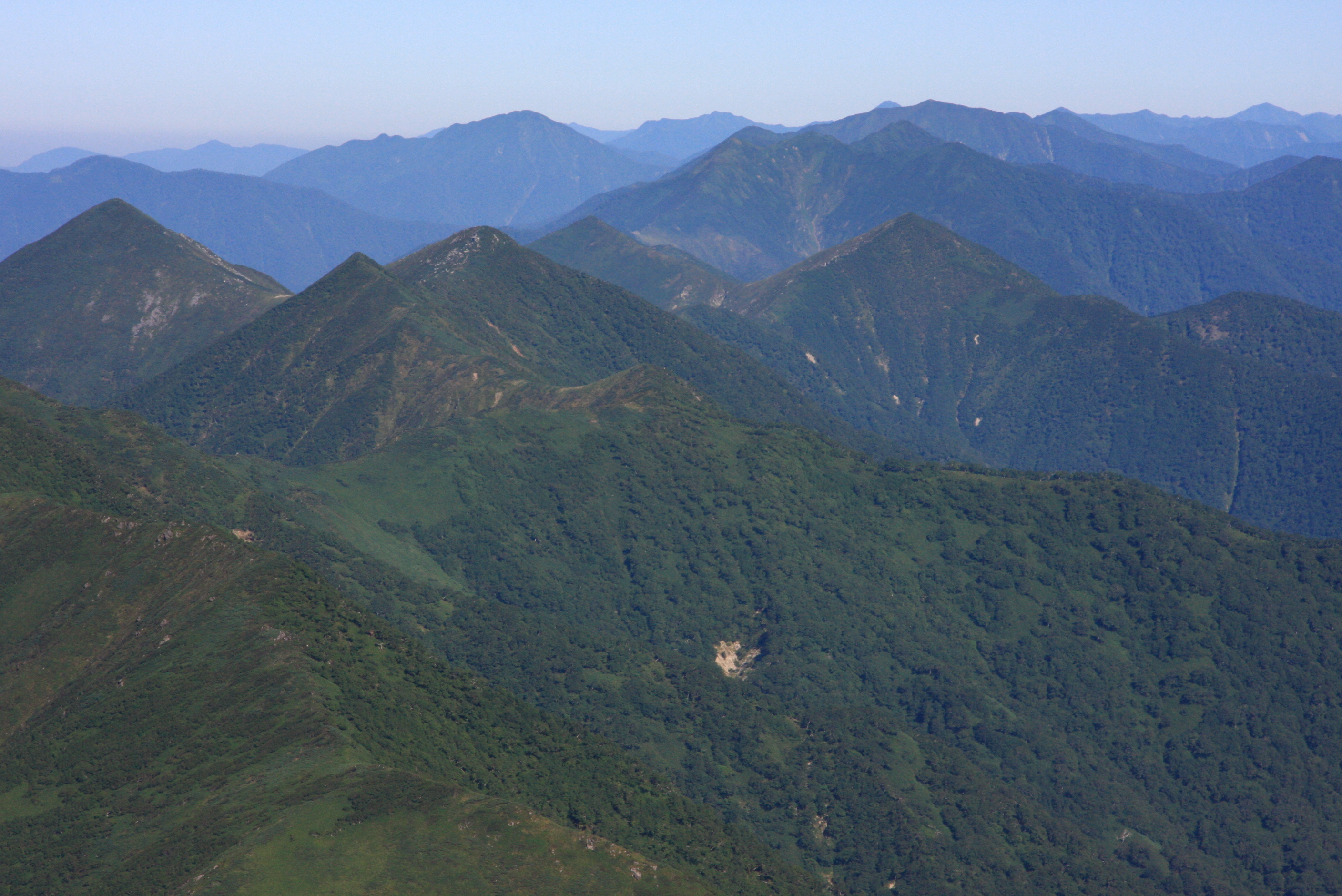
楽古岳より遠望する南日高主稜線

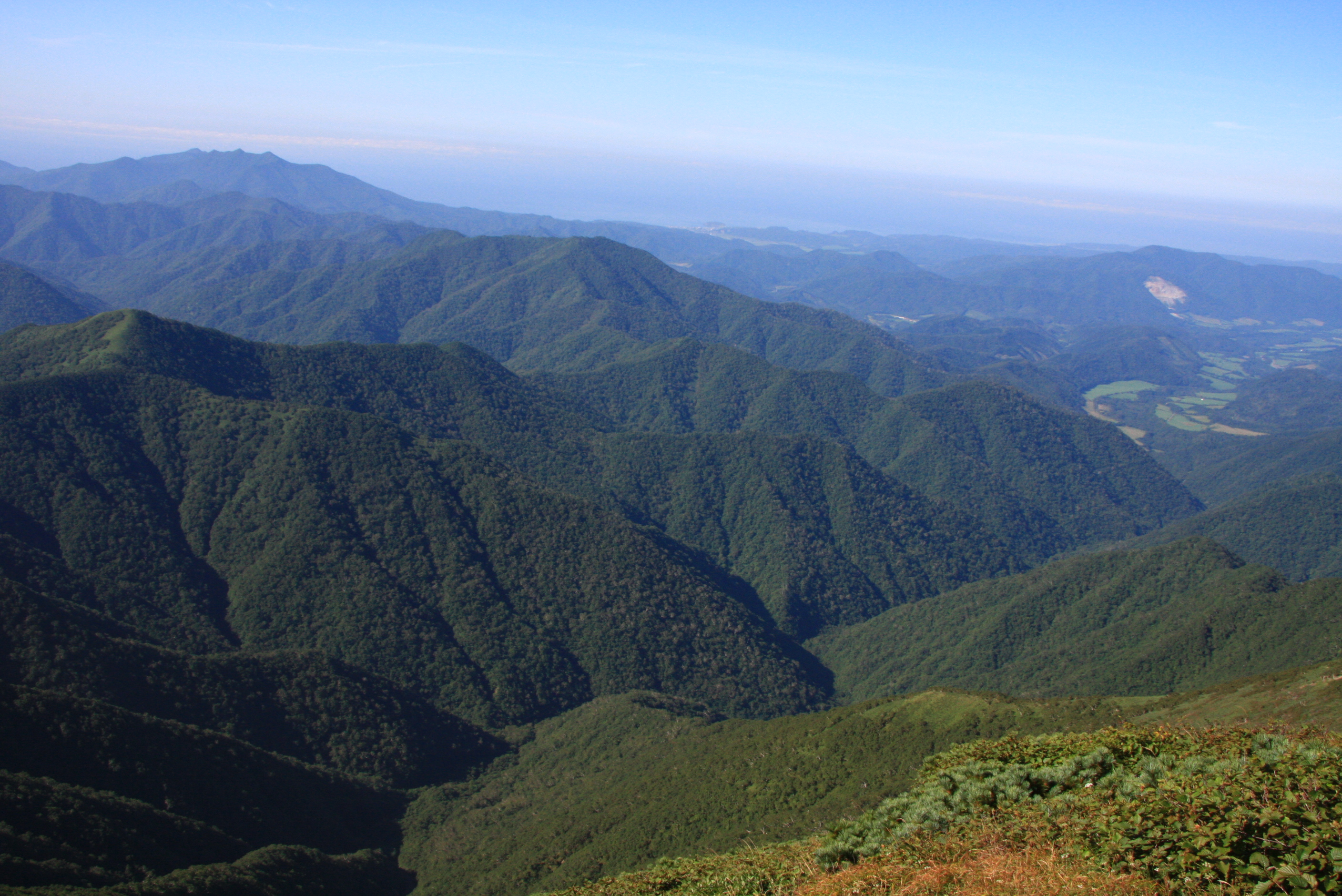
楽古岳より遠望俯瞰するアポイ岳とエンルム岬

楽古岳（らっこだけ）は、北海道浦河郡浦河町と広尾郡広尾町とにまたがる、標高1,471 mの山である。

## 概要
日高山脈南部に位置し、日高山脈襟裳十勝国立公園に属する。三角錐の端正な山容で、一等三角点（点名「面射岳」）がある。

### 山名の由来
楽古川の源流、札楽古川の源流にあたることから。明治期の地図には「オムシャ・ヌプリ」の名で記されるが、今は別の山が同名を名乗っている。

## 登山ルート
メナシュンベツ川沿いの林道の終点にあたる楽古山荘からメナシュンベツ川の渡渉を数回程度繰り返して、上二股にある尾根取付点から尾根を直登する。

## 近隣の山
- 十勝岳 (1,457.2 m)
- オムシャヌプリ (1,363 m)
- 野塚岳 (1,363.2 m)
- 広尾岳 (1,231 m)
- アポイ岳 (810.6 m)
- 豊似岳 (1,105 m)